# Il ragazzo della via Gluck
Il ragazzo della via Gluck (с итал. — «Парень с улицы Глюка») — песня итальянского певца и киноактёра Адриано Челентано.
Текст песни написан друзьями исполнителя — Мики Дель Прете и Лучано Беретта, а автором музыки является сам Челентано. Композиция была выпущена в 1966 году как двойной сингл (песня на стороне «Б» — «Chi era lui»). Также песня была выпущена в одноименном альбоме.

## История
В 1966 году Адриано Челентано выступил с данной композицией на музыкальном фестивале в Сан-Ремо. Хотя песня не получила никаких призов, она была переведена на двадцать два языка и более четырёх месяцев возглавляла итальянские хит-парады. Эта композиция, в которой рассказывается о судьбе простого миланского парня — первая социально-политическая песня и первая песня Челентано, которая обошла весь мир. Позднее её включили в школьные учебники, как призыв к бережному отношению к природе.
В 1995 году на песню был сделан ремикс и выпущен в альбоме Alla corte del remix.
В 2004 году Челентано записал данную песню совместно с популярной певицей Сезарией Эворой — данная версия вышла в альбоме C’è sempre un motivo и называлась «Quel casinha».
В дальнейшем песню перепевали такие исполнители, как Франсуаза Арди, Джо Долан и Джорджо Габер.

## Список композиций
Сторона «А»
| №  | Название                     | Автор(ы)                                           | Длительность |
| -- | ---------------------------- | -------------------------------------------------- | ------------ |
| 1. | «Il ragazzo della via Gluck» | Адриано Челентано, Мики Дель Прете, Лучано Беретта | 4:17         |

Сторона «Б»
| №  | Название        | Автор(ы)                            | Длительность |
| -- | --------------- | ----------------------------------- | ------------ |
| 1. | ««Chi era lui»» | Могол, Мики Дель Прете, Паоло Конте | 2:51         |